# Po čertech velký turné
Po čertech velký turné bylo koncertní turné české rockové skupiny Kabát, turné oslavilo 30 let fungování skupiny ve stejné sestavě. 

## Přehled
Kapela Kabát měla v roce 2019 oslavit 30 let působení ve stejné sestavě, v roce 2014, respektive 2009 slavila tato výročí na megakoncertech na pražském Vypichu, který pojal až 75 000 diváků. Roku 2019 se skupina rozhodla zvolit strategii, která bude komfortnější pro fanoušky, tím že kapela přijede za nimi do vícero měst na velkých fotbalových stadionech/otevřených plochách. Itinerář tedy zahrnoval koncerty v Brně, Ostravě, Teplicích, Praze a Plzni, dodatečně byl přidán slovenský koncert v Bratislavě.
Scéna představovala tři odstupňovaná mola vedoucí z hlavní části pódia, dvě postranní obrazovky se světelnými rámy, ve středu jeviště byly svislé i horizontálně postavené obrazovky, na níž se objevovaly, jak nejrůznější animace, tak občas i členové kapely. Vše doprovázely pyrotechnické efekty zejména ve skladbách "Dole v dole" a "Go satane go". Ve skladbě "Go satane go" se rozsvítily také LED „stěny“ reproboxů Marshall, kytaristé Váňa/Krulich odehrály set na rampách za reproboxy. 
Kytarista Ota Váňa na turné představil nový signature model české kytary Jolana Tornado, specifická jedinečným designem s logem kapely ke třiceti letům existence na šedém podkladu. Kytara byla v prodeji jako limitovaná edice 20 kusů. 
Z pražského koncertu na stadionu Eden vzešel záznam, jehož sestřih pod názvem Kabát: Noc v Edenu odvysílala Česká televize na ČT art.

## Setlist
Děvky ty to znaj
- "Porcelánový prasata"
- "Žízeň"
- "Moderní děvče"

Colorado
- "Colorado"

Čert na koze jel
- "Wonder"

MegaHu
- "Bruce Willis"
- "Pohromy"
- "Šaman"

Go satane go
- "Go satane go"
- "V pekle sudy válej"
- "Na sever"
- "Bára"

Suma Sumárum: The Best Of
- "Pohoda"

Dole v dole
- "Bahno"
- "Stará Lou"
- "Dole v dole"
- "Shořel náš dům"

Corrida
- "Corrida"
- "Burlaci"
- "Úsměv pana Lloyda"
- "Malá dáma"
- "Raci v práci (s.r.o.)"
- "Virtuóz"
- "Buldozerem"
- "Kdoví jestli"

Banditi di Praga
- "Banditi di Praga"
- "Lady Gag a Rin"

Do pekla/do nebe
- "Western Boogie"
- "Pirates"
- "Restaurace pana Kalvody"
- "Brousíme nože"
- "Pakliže"

1. "Bahno"
2. "V pekle sudy válej"
3. "Porcelánový prasata"
4. "Stará Lou"
5. "Banditi di Praga"
6. "Pohromy"
7. "Malá dáma"
8. "Raci v práci (s. r. o.)"
9. "Bruce Willis"
10. "Pirates"
11. "Dole v dole"
12. "Western boogie"
13. "Lady Gag a Rin"
14. "Bára"
15. "Corrida"
16. "Buldozerem"
17. "Wonder"
18. "Colorado"
19. "Na sever"
20. "Restaurace pana Kalvody"
21. "Pakliže"
22. "Šaman"
23. "Virtuoz"
24. "Úsměv pana LIoyda"
25. "Go satane go"
26. "Burlaci"
27. "Shořel náš dům"
28. "Kdoví jestli"
29. "Pohoda"
30. "Brousíme nože" (přídavek)
31. "Žízeň" (přídavek)
32. "Moderní děvče" (přídavek)

## Seznam koncertů
| Datum                  | Město                  | Stát                   | Místo                            | Předkapela             |
| Po čertech velký turné | Po čertech velký turné | Po čertech velký turné | Po čertech velký turné           | Po čertech velký turné |
| ---------------------- | ---------------------- | ---------------------- | -------------------------------- | ---------------------- |
| 1. června 2019         | Brno                   | Česko                  | Městský fotbalový stadion Srbská | Doctor Victor/Limetal  |
| 5. června 2019         | Bratislava             | Slovensko              | Národný futbalový štadión        | Iné Kafe/Horkýže Slíže |
| 8. června 2019         | Ostrava                | Česko                  | Dolní oblast Vítkovice           | Doctor Victor/Limetal  |
| 15. června 2019        | Teplice                | Česko                  | Stadion Na Stínadlech            | Doctor Victor/Limetal  |
| 22. června 2019        | Praha                  | Česko                  | Sinobo Stadium                   | Hlahol/Limetal         |
| 14. září 2019          | Plzeň                  | Česko                  | Amfiteátr Lochotín               | Hlahol/Limetal         |

## Sestava
Kabát
- Josef Vojtek – zpěv
- Milan Špalek – baskytara, zpěv
- Ota Váňa – kytara, doprovodný zpěv
- Tomáš Krulich – kytara, doprovodný zpěv
- Radek „Hurvajs“ Hurčík – bicí, doprovodný zpěv

Hosté
- Jakub Moulis – zpěv ("Colorado")